# 劉雲昭
劉雲昭（1886年2月24日—1962年4月4日），字漢川。江蘇省蕭縣人。民國37年（1948年）在江蘇省第七選區當選第一屆立法委員。

## 生平[1][2]
- 民國元年1月-5月，蕭縣知事[3]
- 民國3年1月-5月，蕭縣視學[4]
- 民國11年，以江蘇省第三區候補第一名遞補為國會眾議員[5]
- 河南省延津縣縣長
- 民國16年11月1日（1927），任江蘇省政府委員[6]
- 民國17年1月12日（1928），任江蘇省特種刑事地方臨時法庭庭長[7]
- 民國17年7月25日（1928），呈請辭職免江蘇省政府委員兼江蘇特種刑事臨時法庭庭長[8]
- 民國17年11月7日（1928），免江蘇省政府委員[9]
- 民國37年，當選立法委員，曾出席第一屆立法院第一會期內政及地方自治委員會、國防委員會、教育文化委員會[10]
- 蘇北人民行政公署委員
- 蘇北人民行政公署政治法律委員會委員
- 蘇北救災委員會主任、蘇北各界人民代表、第一屆揚州市政協副主席、揚州民革臨時支部召集人、江蘇省政府參事室參事